# Punta dell'Alp
La punta dell'Alp (3.031 m s.l.m.) è una montagna delle Alpi Cozie (sottosezione alpina Alpi del Monviso), posta sul confine italo-francese tra l'alta Val Varaita e il Queyras, interessando il comune italiano di Pontechianale (CN) e quello francese di Ristolas (Alte Alpi). Il versante francese della montagna ricade nel Parco naturale regionale del Queyras. La quota della montagna è indicata in 3031 m sulla cartografia italiana IGM e in 3033 m su quella francese IGN; sulle carte francesi la cima non è denominata.

## Caratteristiche
La montagna sorge a meno di un km in linea d'aria a sud-ovest del Colle dell'Agnello; poco a nord-ovest della cima si trova il Monte Pelvo, dal quale è separata da una sella a quota 2.969 m.
Il versante francese è rivolto verso il Vallone dell'Aigue Agnelle, un affluente del Guil.
In corrispondenza della cima si diparte verso sud dal crinale principale una costiera detta Costa Biavette, che separa i due valloni italiani di Saint Veran e dell'Agnello e che termina nei pressi di Chianale.
Dalla vetta il panorama è molto ampio e si gode in particolare di un ottimo punto di vista sul Queyras.

## Ascensione alla vetta
La via di salita normale parte qualche centinaio di metri a valle del Colle dell'Agnello, sul lato francese, raggiunge il Colle di Chamoussiere e di qui risale l'ampia e poco inclinata cresta nord del Pelvo, quindi perviene la montagna costeggiando la cresta spartiacque per sfasciumi sul lato italiano. La difficoltà escursionistica viene valutata in E.
L'alternativa di raggiungere la cima direttamente per cresta dal Colle dell'Agnello è più impegnativa e la difficoltà alpinistica di questo itinerario viene valutata in F.

### Ascensione invernale
La montagna è raggiungibile con gli sci da sci alpinismo da Chianale, con una difficoltà stimata in BS.

## Punti d'appoggio
Refuge Agnel del CAF (2580 m).